# ROCKBOUND NEIGHBORS
ROCKBOUND NEIGHBORS是聲優、歌手水樹奈奈第九张個人专辑。於2012年12月12日由King Records发售。

## 专辑解説
距離前作IMPACT EXCITER接近兩年半後推出的原創專輯，分為兩種初回限定盤（附有BD的KICS-91847和附有DVD的KICS-91848）以及一種通常盤（KICS-1847），初回限定盤特別收錄於2012年9月23日在平安神宮舉行的「平安神宮奉納公演 ～蒼月之宴～」完整版本以及專輯寫真的拍攝實錄。
專輯命名為ROCKBOUND NEIGHBORS，代表水樹與粉絲以及支持她的團隊建立深厚的關係。
初回限定盤封面在愛媛縣廳拍攝，專輯寫真帶著「回到原點」的意味在水樹的出身地愛媛縣內拍攝。
本專輯Oricon初登場第2位，日間最高順位第1位，週間最高順位第2位。初動96,661張，累積銷售量139,004張，乃現時水樹個人音樂作品之中銷售量最多。
金牌大風台灣分公司於同年10月31日在官方臉書上發布了將會台壓此專輯的消息，引起粉絲關注，並在臉書上留言將會有所謂的「秘密計畫」，其後金牌大風就不斷在其官方網站以及臉書上更新專輯的相關資訊，在12月7日到12月9日配合HitFM首波主打Lovely Fruit，12月10日至12月12日配合POP Radio (台北流行音樂電台)進行約定的電台宣傳，代表專輯的宣傳正式展開，在12月11日更邀請水樹奈奈以中文錄製了台灣專屬的電台宣傳廣告，並上傳至YouTube上造成了台灣的粉絲不小的騷動，截至目前，點閱率已破萬，在發售前夕12月19日金牌大風於臉書上正式發表秘密計畫，就是在專輯中附有問卷調查，歌迷將問卷填寫完畢後寄回金牌大風，將會轉交至日本官方。12月21日正式發售附有DVD的台壓盤，中文名稱為恆久聖盟，並附贈海報以及台灣專屬資料夾。專輯在台灣銷售成績非常亮眼，不僅攻上佳佳唱片及五大唱片的東洋排行榜第三名，更榮登G-Music東洋榜第一名(銷售量9%)，以及博客來東洋排行榜第一名，比起第二名的東方神起的新專輯HUMANOIDS(avex發行)多出了3%的銷售量，是水樹奈奈首次獲得台灣東洋音樂排行榜的冠軍，並也是水樹音樂作品在台灣的週間順位首次超越日本公信榜的情況，金牌大風更於2013年1月5日在西門町安利美特舉辦專輯席捲全台各大榜單的慶功宴。

## 收录曲
歌曲的中文譯名摘自台壓盤
1. アヴァロンの王冠（阿瓦隆的皇冠）[5:10]
作詞：Hibiki 作曲：藤田淳平（Elements Garden） 編曲：Evan Call（Elements Garden）
2. Naked Soldier[3:44]
作詞・作曲：KOUTAPAI 編曲：中山真斗（Elements Garden）
3. Get my drift?[3:15]
作詞：Hassy 作曲：加藤肇 編曲：大西省吾
4. Lovely Fruit[3:50]
作詞：Hibiki 作曲・編曲：上松範康（Elements Garden）
フジテレビ系TV動畫美食獵人片尾曲
5. ダーリンプラスティック（Darling Plastic）[4:24]
作詞：藤林聖子 作曲・編曲：伊藤寛之
FM東京「水樹奈奈のMの世界」片尾曲
6. BRIGHT STREAM[4:11]
作詞：水樹奈奈 作曲：吉木繪里子 編曲：藤間 仁（Elements Garden）
劇場版魔法少女奈葉 The MOVIE 2nd A's主題曲
7. 星屑シンフォニー（星光交響樂）[4:19]
作詞・作曲：しほり 編曲：齋藤真也
8. LINKAGE[4:27]
作詞：Yūmao 作曲：俊龍 編曲：加藤裕介
任天堂3DS / PSP遊戲アンチェインブレイズエクシヴ主題曲
9. STAR ROAD[4:35]
作詞・作曲：水樹奈奈 編曲：藤間 仁（Elements Garden）
10. Synchrogazer -Aufwachen Form-[5:19]
作詞：水樹奈奈 作曲・編曲：上松範康（Elements Garden）
TV動畫戰姬絕唱SYMPHOGEAR主題曲
11. Crescent Child[4:10]
作詞：藤林聖子 作曲：松井喬樹 編曲：Integral Clover
12. 奇跡のメロディア（奇蹟的旋律）[4:11]
作詞：水樹奈奈 作曲：上松範康（Elements Garden） 編曲：藤間 仁（Elements Garden）
PSP遊戲光明之舟主題曲
13. METRO BAROQUE[4:32]
作詞：水樹奈奈 作曲：やしきん 編曲：中山真斗（Elements Garden）
劇場版BLOOD-C The Last Dark主題曲
14. Happy☆Go-Round![4:13]
作詞：Rico 作曲・編曲：齋藤真也
CS放送フジテレビTWOオリジナルドラマ「Switch Girl!! 2」主題曲
15. Sacred Force -Extended Mix-[4:22]
作詞：Hibiki 作曲：Shihori 編曲：藤間 仁（Elements Garden）
劇場版魔法少女奈葉 The MOVIE 2nd A's插曲
16. 約束（約定）[4:58]
作詞：SAYURI 水樹奈奈 作曲：吉木繪里子 編曲：陶山 隼

## DVD/BD（初回限定盤付）
- 「平安神宮奉納公演 ～蒼月之宴～」

1. MAKING
2. OPENING
3. 悦楽カメリア
4. WILD EYES
5. MC 1
6. Heaven Knows
7. Brilliant Star
8. 残光のガイア
9. PHANTOM MINDS
10. 深愛
11. BRIGHT STREAM
12. MC 2
13. 純潔パラドックス
14. ETERNAL BLAZE
15. MC 3
16. ヒメムラサキ
17. MC 4
18. Pray
19. LINE UP
20. ENDROLL

- 「ROCKBOUND NEIGHBORS」PHOTO SHOOTING